# Медаль «10 лет Конституции Казахстана»
Юбилейная медаль «10 лет Конституции Казахстана» (каз. Қазақстан Конституциясына 10 жыл) — государственная награда Республики Казахстан, учреждённая на основании Указа Президента Республики Казахстан от 20 апреля 2005 года № 1555 в целях поощрения граждан Республики Казахстан и иностранных граждан, внёсших значительный вклад в развитие и становление конституционных основ Республики Казахстан, а также в ознаменование 10-летия Конституции Республики Казахстан.

## Описание
Юбилейная медаль «Қазақстан Конституциясына 10 жыл» изготавливается из латуни, имеет форму круга диаметром 34 мм.
На аверсе медали в центре, на фоне стилизованного солнца, изображён Государственный герб Республики Казахстан. По кругу, между диском солнца и лучами, расположена надпись «Қазақстан Конституциясына». Под Государственным гербом изображена раскрытая книга, символизирующая Конституцию Республики Казахстан, на которой имеется надпись «10 жыл».
На реверсе медали в центральной части на блестящей поверхности нанесена надпись в две строки «1995», «2005», разделённые между собой чертой.
Все изображения и надписи на медали рельефные, золотистого цвета.
Края медали обрамлены бортиком.
Медаль с помощью ушка и кольца соединяется с колодкой шестиугольной формы высотой 50 мм и шириной 34 мм, изготовленной из латуни. Колодка обтянута муаровой лентой цвета Государственного флага Республики Казахстан (голубой) с двумя белыми продольными полосами шириной 4 мм, расположенными от краёв на расстоянии 12 мм. Ширина муаровой ленты 34 мм, высота 50 мм. На обратной стороне колодки расположена булавка, с помощью которой медаль крепится к одежде.
Медаль изготовлена на Казахстанском монетном дворе в городе Усть-Каменогорск.

## Галерея

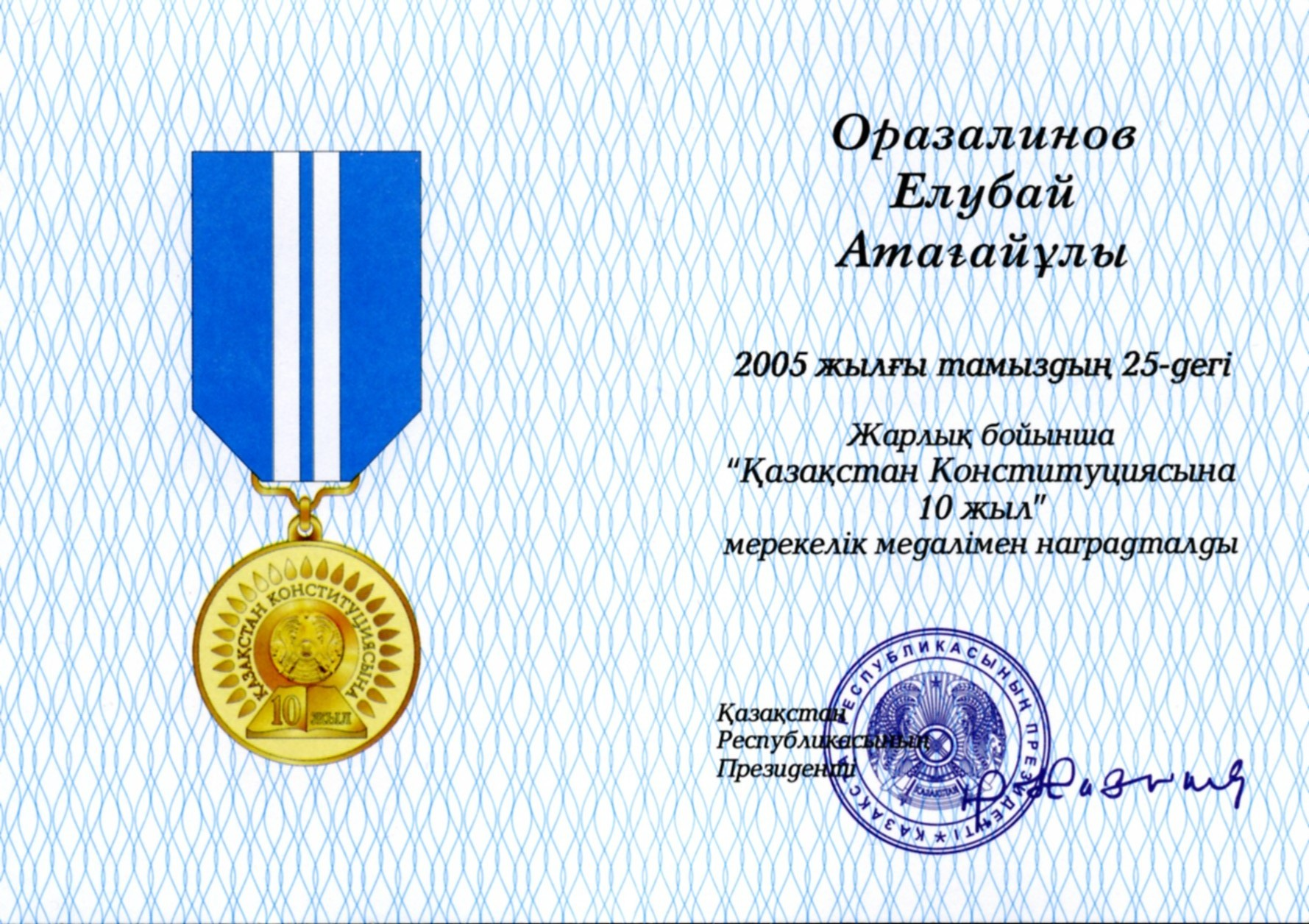
Удостоверение к медали